# ツボウツボカズラ

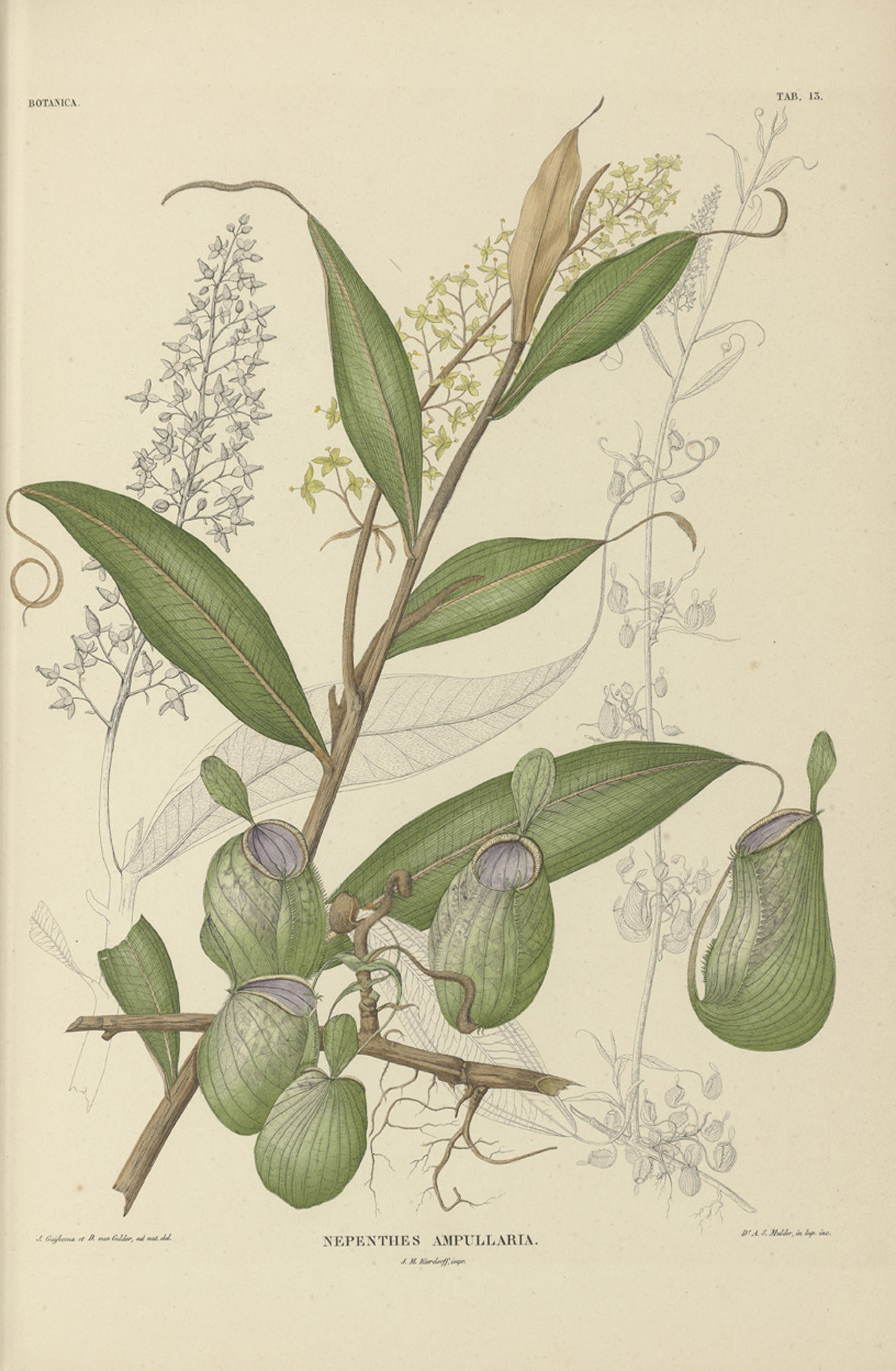
図版
ピーター・ウィレム・コルトハルスの著書から

ツボウツボカズラ Nepenthes ampullaria は、ウツボカズラ科の植物の一つ。丸っこい捕虫袋を地表に敷き詰めるように生じる特徴がある。

## 特徴
蔓性の多年生常緑性の植物。茎の断面は丸く、高さ5-6mにまで伸びる。全体に伏した毛が多い。葉は長楕円形で長さ18-40cmに達するが、根元から芽吹いた茎ではロゼット状に葉をつけ、その際には葉身は小さな披針形にしかならない。
捕虫袋には2形があり、茎の下部のものは卵状壺形で長さ6-10cm、茎の上部につくものでは漏斗状で下向きにすぼまる。いずれにせよ翼はよく発達し、その縁は目だった縁毛が並ぶ。蓋は小さくて幅狭く、口に垂直に立つか、斜めに反り返る。
この種では、特に基部から芽吹いた短い茎に多数の葉をロゼット状に生じ、その葉先に生じた壺状の捕虫袋は周囲の地上に敷き詰めたように配置し、足の踏み場もなくなる。捕虫袋に蜜腺があって、アリが集まる。なお、これがよく目立つためか茎の基部にしか袋をつけないと記述されることがあるが、上部にも袋はつける。

## 分布
マレー半島、ボルネオ、ニューギニアなどに分布。本属では分布の広い方である。低地の湿地に生育する。

## 下位分類など
普通は捕虫袋が緑色だが、深紅色の斑紋を持つものがあり、これを変種 var. vittata とする。
また、ウツボカズラ Nepenthes rafflesiana とは同じ場所に見られることがあって、自然交配の雑種が見られることがあり、これをフッカーウツボ N. ×hookeriana という。これについては該当項を参照。

## 利用
観賞用に栽培される。園芸方面では学名カナ読みのアンプラリアで流通している。独特の丸っこい壺と、それに上記のように茎の基部から脇芽を出して多数の壺のみを茎の根本に敷き詰める（グランドピッチャーと称する）様子が大変目を引き、栽培下でもそのような姿にするように栽培される。

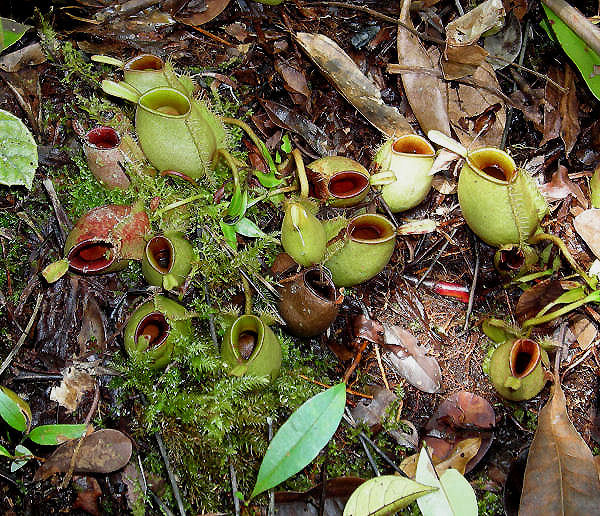
基部の捕虫袋をつけた葉では葉身が発達しない
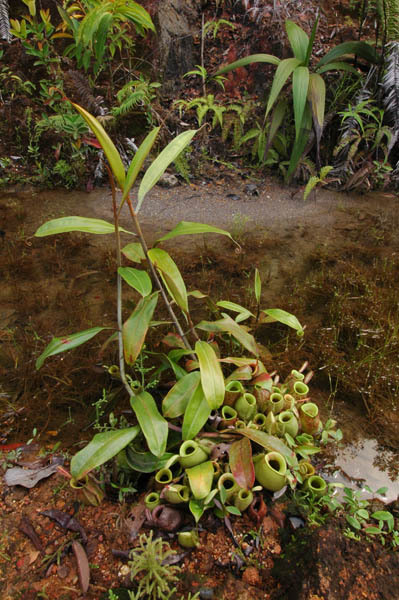
生育状況
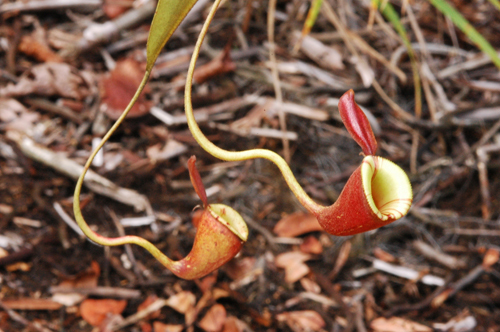
茎の上部の葉から生じた捕虫袋
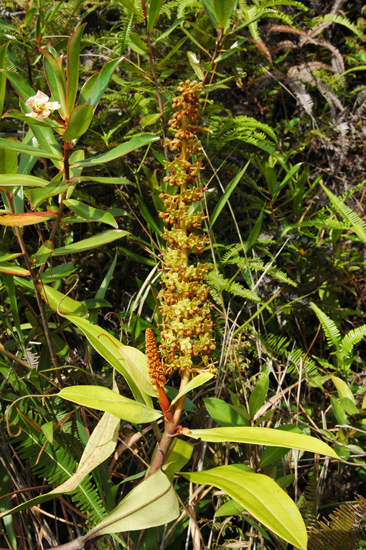
花序
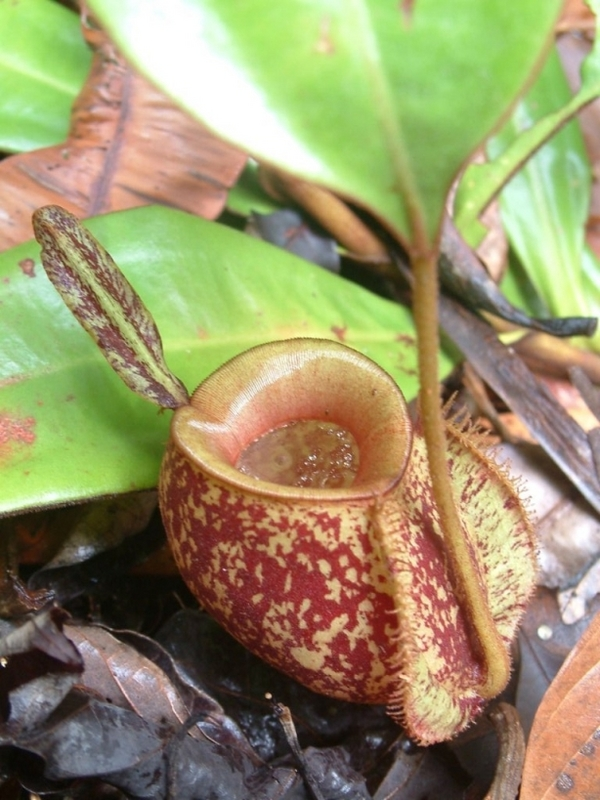
赤班の出る変種 var. vittata